# 艾茲普泰

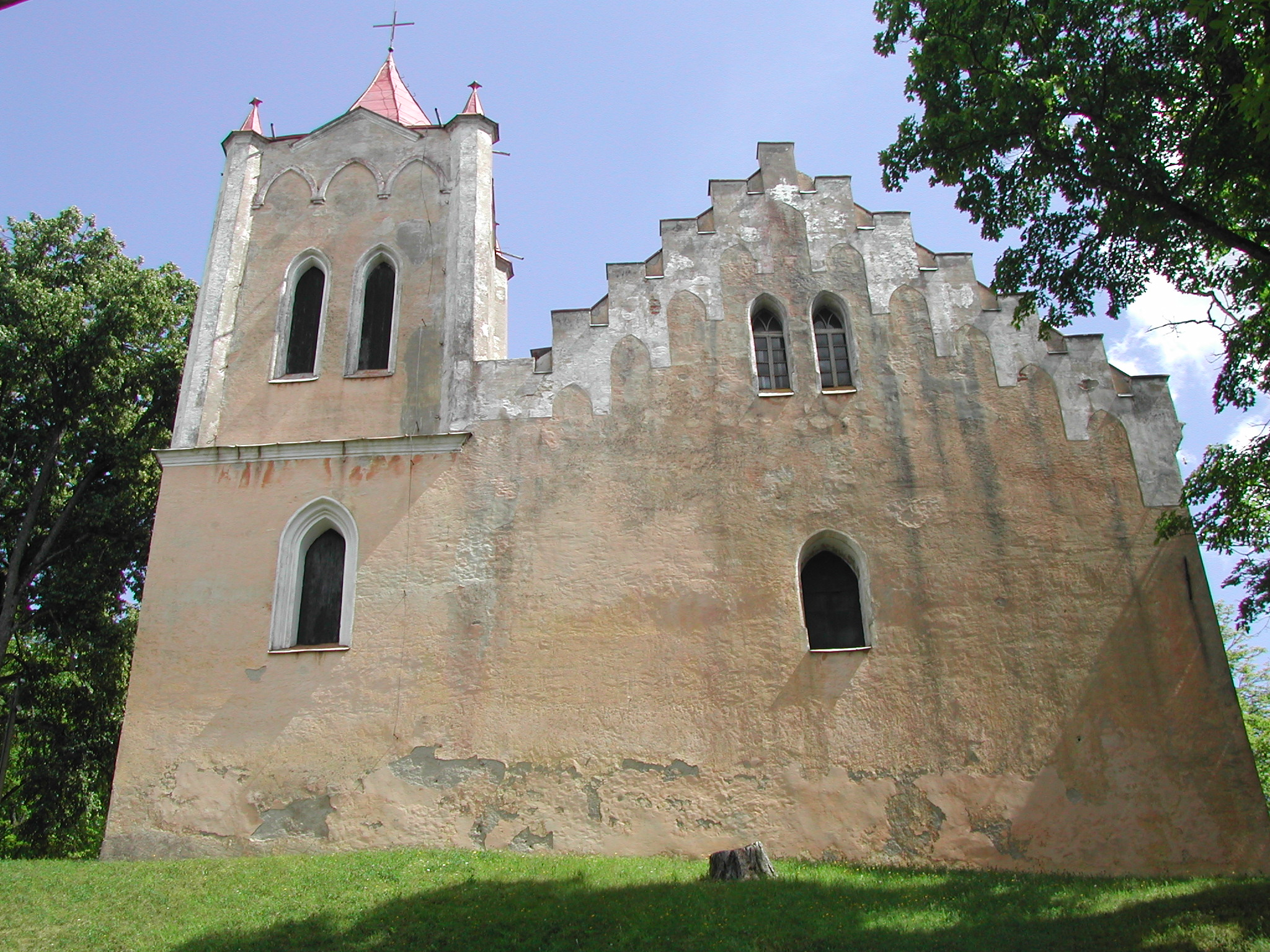
艾茲普泰教堂

艾茲普泰是拉脫維亞南库尔泽梅市镇内的城鎮，位於利耶帕亞西北48公里，始建於1248年，面積6.9平方公里，2010年人口4,893。第二次世界大戰期間，納粹德國在1941年至1944年佔領該鎮。